# Isabel Cerdà Soler
Isabel Cerdà Soler (Palma, 1945 – Palma, 31 d'octubre del 2010), va ser una cantant i activista cultural mallorquina.
Juntament amb J. Eugeni Canyelles, Francesca Adrover, Antoni Peralta i Joan Guasp, el 1978 va ser fundadora de "Sis Som", un grup de recuperació i difusió de la música popular, o d'arrel popular, de Mallorca. De llarga vida, fins al 2002, el grup actuà per tot Mallorca, va fer gires per Catalunya i França, i concerts puntuals a Alemanya, Països Baixos, Rússia i la República Txeca. El recorden els cinc discos que publicà.
El 1973, Bel Cerdà comença a dedicar-se a la construcció i ensenyament d'instruments autòctons, sobretot de percussió, com ximbombes, castanyetes, xorracs i canyissos, i col·laborà en l'organització de dues exposicions monogràfiques: "La castanyeta d'anou i altres instruments" (Palma, 1985), i "Instruments de la música popular" (Manacor, 1987). A més, amb els seus companys de "Sis Som", endegà una sèrie de tallers d'instruments populars en el marc del programa "La Caixa a les Escoles", que es desenvoluparen al llarg de diversos cursos, i que es manifestaren més públicament a l'any 1984 en una exposició de la Caixa a l'avinguda de les Amèriques.
En una altra faceta i en paral·lel, feu treballs de camp i recopilà cançons populars. El 1982 va impulsar l'edició del disc Tonades i músiques de llevant, una antologia de jotes i mateixes, cançons i tonades amb les veus de pagesos de Sant Llorenç des Cardassar, Manacor i Petra, editada en homenatge a l'amo en Toni Fai de Sant Llorenç; i el 1999 donà veu als cantadors poblencs en el disc Sa Pobla. Col·lecció sons d'una illa, amb enregistraments originals fets també el 1982.
En el vessant polític i ciutadà, estigué molt compromesa amb la seva ciutat. Promogué la lluita cívica des de l'Associació de Veïnats Puig de Sant Pere, del barri de la Santa Creu de Palma i, com a vocal de cultura de l'associació, impulsà extraordinàriament les festes patronals per sant Joan i sant Pere; també ajudà a recuperar les festes de Carnestoltes -censurades durant el franquisme- i a l'organització de la Cavalcada de Reis de Palma durant la dècada del 1980. Durant un període es dedicà professionalment al muntatge d'exposicions històriques i artístiques, i del 1996 al 2002, amb el pintor Guillem Llabrés muntà les exposicions nadalenques del convent de les Caputxines. Els darrers anys de vida els passà al front del restaurant Singular, que obrí al carrer de Montenegro del palmesà barri de sa Llonja, i que prestava atenció especial a la cuina de mercat.
A títol pòstum, el govern de les Illes Balears li atorgà el 2011 el premi Ramon Llull i les ciutats de Felanitx i Palma li dedicaren, conjuntament amb la també traspassada Francesca Adrover, els concerts-homenatge "Dues dones, dues veus".

## Discos
Amb Sis Som
- Cançons per a un capvespre.  Palma: Digitals, 1983. ref. D-3 Digitals.
- Tres i dos sis.  Palma: Digitals, 1985. ref. D-9 Digitals.
- Sis Som.  Palma: A. Fernández, 1987. ref. DG A-06.
- Antologia.  Palma: Produccions Blau, 1999. ref. P.Blau 174. Recopilació en disc compacte dels tres primers discos LP
- Fruit de la Terra.  Palma: Produccions Blau, 2001. ref. CD-297-Blau.

Recopilacions de música popular
- Tonades i músiques de llevant.  Palma: Digitals, 1982.
- Sa Pobla.  Palma: Digitals, 2016. ref. DP-111 Digitals.